# Mont-Cenis-Eisenbahntunnel
Der Mont-Cenis-Tunnel oder auch Fréjus-Tunnel (französisch Tunnel ferroviaire du Mont Cenis bzw. Tunnel ferroviaire du Fréjus, italienisch Traforo ferroviario del Frejus) ist ein 13,7 Kilometer langer Eisenbahntunnel in den Alpen zwischen dem französischen Tal Maurienne und dem italienischen Susatal. Die ihn durchlaufende Bahnstrecke Modane–Turin ist eine der wichtigsten Transitstrecken durch die Alpen.
Der Tunnel gilt als ältester großer Alpentunnel. Er galt seinerzeit als technisches Meisterwerk und war bis zur Eröffnung des Gotthardtunnels im Jahr 1882 der längste Tunnel der Erde.
Der Bau des neuen rund 52 Kilometer langen Mont-Cenis-Basistunnels für eine neue Hochgeschwindigkeitsstrecke Lyon–Turin befindet sich in Planung.

## Verlauf
Anders als der Name vermuten lassen könnte, ist der Tunnel circa 30 Kilometer vom Mont-Cenis-Pass entfernt und unterquert das Mont-Cenis-Massiv in der Nähe der Pointe de Fréjus (2932 m) und des Col de Fréjus (2542 m). 
Seit der Verlegung des Nordportals im Jahr 1881 (siehe Veränderungen nach dem Bau) oberhalb von Modane wird es durch eine Kehre östlich des Orts erreicht, die direkt in den Mont-Cenis-Tunnel führt. Auf der italienischen Südseite tritt die Eisenbahn im Ortsgebiet von Bardonecchia aus dem Berg heraus. Die Länge des Tunnels beträgt seit der Portalverlegung 13.657,45 Meter (vorher 12.819,6 Meter). 

## Geschichte

### Planung
Die Idee zu dem Tunnel wird Joseph François Medail zugeschrieben, der bereits um 1840 diesbezügliche Pläne entwarf und dem König Karl Albert von Sardinien-Piemont vorschlug, welcher seinerzeit über beide zu verbindende Täler herrschte. Erst sein Nachfolger Viktor Emanuel II. beauftragte jedoch ab 1849 – fünf Jahre nach Medails Tod – konkrete Planungen und ordnete 1857 den Bau des Tunnels an. Ziel war es, eine Verbindung von Großbritannien über die Mittelmeerhäfen zum Suezkanal in Richtung der damaligen britischen Kolonie Indien zu schaffen.

### Bau
Die Bauarbeiten begannen am 19. August 1857, indem König Viktor Emanuel II. von Sardinien-Piemont im Beisein des französischen Kaisers Napoleon III. die ersten Sprengungen auslöste. Die ursprüngliche Bauzeit sollte 25 Jahre betragen. Für Verzögerung sorgten sowohl politische als auch technische Probleme: Zum Zeitpunkt des Baubeginns gehörten sowohl Savoyen als auch das Piemont und damit die gesamte Länge des Tunnels zum Königreich Sardinien-Piemont. Als dieses 1860 Savoyen als Gegenleistung für die Unterstützung im Sardinischen Krieg gegen Österreich an Frankreich abtreten musste, wurde der Mont Cenis zu einer Staatsgrenze und es bedurfte der Intervention des piemontesischen – und später italienischen – Ministerpräsidenten Camillo Benso Graf von Cavour, um das Tunnelbauprojekt zu retten. Die Arbeiten, die zu Beginn mit den damals üblichen Handwerkzeugen ausgeführt wurden, gingen anfangs nur sehr langsam voran; unter Beibehaltung des Bautempos von 1857 bis 1860 hätte die Fertigstellung 40 bis 50 Jahre gedauert. Der den Tunnelbau leitende Ingenieur Germain Sommeiller erfand jedoch pneumatische Bohrhämmer und setzte sie ab 1861 ein; zusammen mit der elektrischen Zündung der Sprengladungen konnte die Baugeschwindigkeit verdreifacht und die gesamte Bauzeit schließlich auf 14 Jahre verkürzt werden. Diese unerwartet hohe Baugeschwindigkeit führte auch zur vorzeitigen Schließung der erst 1868 fertig gestellten Bahn über den Mont-Cenis-Pass.
Der Durchbruch erfolgte am 25. Dezember 1870, und am 17. September 1871 wurde der Tunnel offiziell eröffnet.
Die Länge des zweigleisigen Tunnels betrug in der Geraden (das heißt samt den zwei aus Vermessungsgründen ausgeführten Richtungstunneln) 12.219 Meter. Die eigentliche Tunnellänge mit den in Kurven liegenden, beidseitigen Ausgängen erreichte dagegen 12.819,6 Meter.

### Veränderungen nach dem Bau

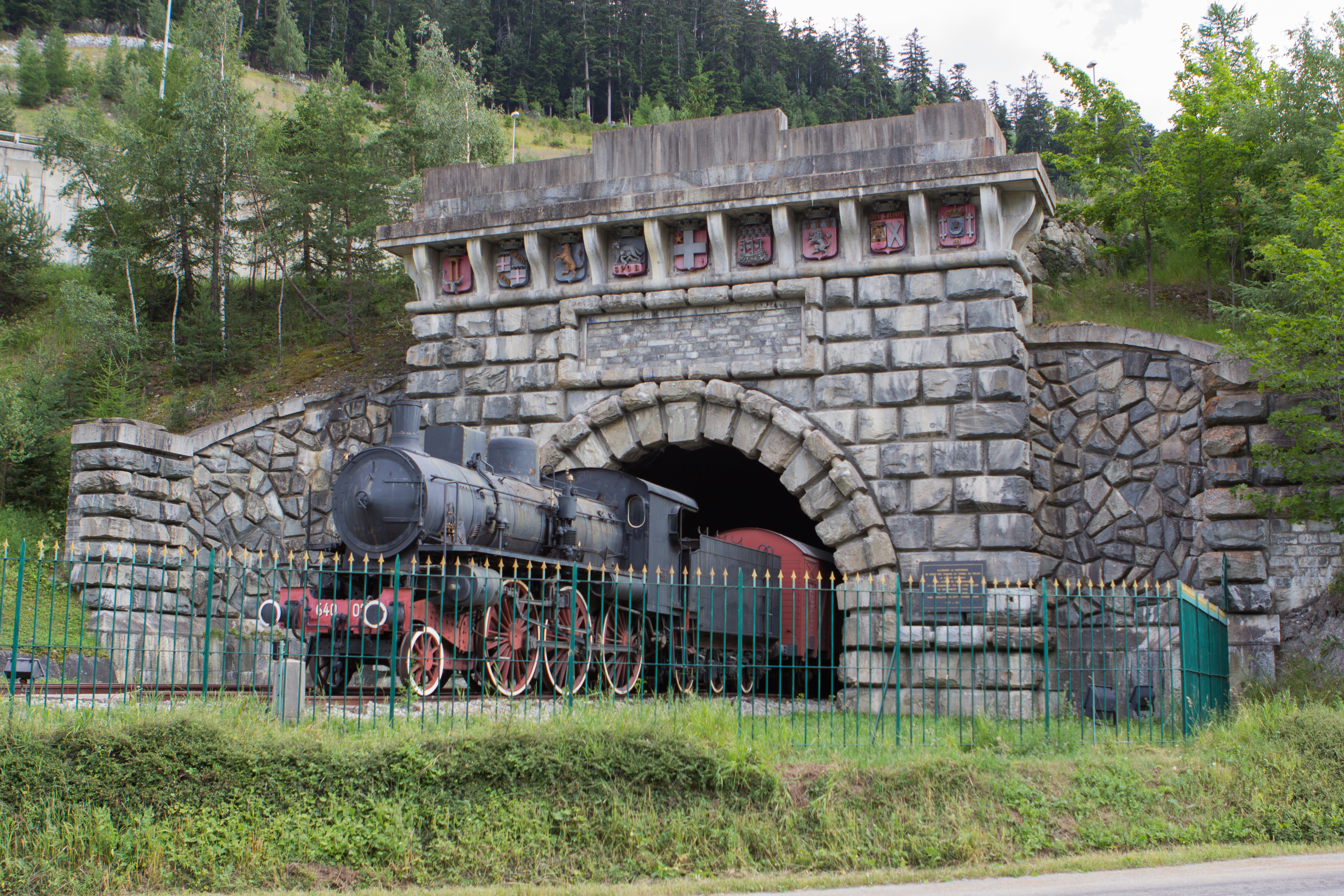
Das ehemalige Nordportal

Im Jahre 1881 wurde wegen Senkungen des Geländes südlich von Modane eine Verlängerung des Tunnels mit Verlegung des Nordportals notwendig. Seither beträgt die Länge des Tunnels 13.657,45 Meter. Das alte Portal, das im Zuge des Baus der Autoroute 43 verschlossen werden musste, wurde in unmittelbarer Nähe wieder aufgebaut und dient heute als Denkmal und Museum.
1925 wurde der Abschnitt Chambéry–Modane mit Gleichspannung 1,5 kV ausgestattet; er war als Versuchsbetrieb für die spätere Elektrifizierung der Prestige-Strecke Marseille–Nizza vorgesehen. Die Stromabnahme erfolgte auf der freien Strecke und den durchgehenden Hauptgleisen der Bahnhöfe über eine seitliche Stromschiene; wegen der Unfallgefahr waren die sonstigen Bahnhofsgleise mit einer einfachen Fahrleitung überspannt. Bis zum vollständigen Ersatz der Stromschiene durch eine Regelfahrleitung im Jahre 1976 mussten für die Maurienne-Strecke geeignete Lokomotiven vorgehalten werden. Die Strecke Modane – Turin war 1912 bis 1920 mit Drehstrom mit einer Spannung von 3600 V und 16 Hz elektrifiziert worden, seit den 1960er Jahren wird die in Italien übliche Gleichspannung mit 3000 V verwendet.
Ab 1953 wurde der Tunnel für die Autoverladung genutzt; anfänglich nur in den Wintermonaten bei Sperrung des Mont-Cenis-Passes, später ganzjährig. Die Autoverladung wurde 1980 mit der Eröffnung des parallel verlaufenden Fréjus-Straßentunnels wieder eingestellt.

## Filme
- Manfred Baur, Hannes Schuler: Der Durchbruch. (Memento vom 29. September 2010 im Internet Archive) Die Eroberung der Alpen, Teil 2 (fünfteilig). 2009, Dokumentation. 45 Min.